# Anne-Ségolène Abscheidt
Anne-Ségolène Abscheidt es profesora francesa e ingeniera naval, vicepresidenta de Ingénieurs et scientifiques de France. Desde junio de 2023, es directora ejecutiva de la universidad aeroespacial francesa Institut polytechnique des sciences avancées.

## Biografía
Anne-Ségolène Abscheidt se graduó con una maestría de la École Navale en 1997. Desde ese año hasta el 2005 ocupó el cargo de gerente operativa en el Ministerio de Defensa en los campus de Brest y Tolón. Tomó la dirección de la comunicación y las asociaciones para la Región de Lorraine. Desde 2007 a 2013 lideró proyectos de reestructuración en el Ministerio de Defensa en París. Desde 2013, fundó y administró Orientalis Conseil, una nueva empresa especializada en asesoramiento y capacitación para los jóvenes.
Anteriormente jefa de capacitación en la Escuela de Ingeniería EIGSI La Rochelle desde octubre de 2020. Fue directora general de la escuela de negocios ESCEM entre abril de 2016 y junio de 2020.
De febrero de 2022 a mayo de 2023, es la directora académica de Eductive, Empresa educativa francesa. El 1 de junio de 2023, fue nombrada directora general del Institut polytechnique des sciences avancées, tras la salida de Valérie Cornetet. También es vicepresidenta de Ingénieurs et scientifiques de France.